# Tsalia berneri
Tsalia berneri is een haft uit de familie Ephemerellidae. De wetenschappelijke naam van de soort is voor het eerst geldig gepubliceerd in 1958 door Allen & Edmunds.
De soort komt voor in het Nearctisch gebied.